# Conflict
Pour les articles homonymes, voir Conflict.
Conflict est un groupe d'anarcho-punk britannique, originaire de Londres, en Angleterre.
Il est un des groupes les plus importants de la scène anarcho-punk. Ils sont très inspirés par Crass, et ont même collaboré avec des anciens membres. Ils possèdent leur propre label, Mortarhate,,.Les albums atteignent les classements britanniques.

## Biographie
Formé en 1981, le groupe comprend à l'origine Colin Jerwood (chant), le seul élément qui restera dans l'histoire du groupe, Francisco « Paco » Carreno (batterie), Big John (basse), Steve (guitare), Pauline (chant), Paul a.k.a. Nihilistic Nobody (visuels). Leur premier disque est l'EP The House that Man Built publié par le label Crass Records. À cette période, leur premier album studio, It's Time to See Who's Who, chez Corpus Christi Records, est publié, et Pauline et Paul quittent le groupe. Conflict fonde alors son propre label Mortarhate Records, qui fera participer des groupes comme Hagar the Womb, Icons of Filth, Lost Cherrees, The Apostles, Exitstance, Stalag 17, Admit You're Shit, et Potential Threat.
En 1983, Steve Ignorant, membre de Crass, participe au single To a Nation of Animal Lovers. Après la dissolution de Crass, En 1984, ils entament une tournée européenne et en 1985 une tournée américaine. Ils donnent un concert en 1986 à Brixton, Londres, lorsqu'il les rejoint sur scène. Ignorant deviendra en 1987 le second chanteur de Conflict jusqu'en 1989.
En 1993 Le titre du disque Conclusion s'est révélé prématuré, puisqu'en 1996, le groupe était de retour en tournée.
L'ancien batteur, Francisco « Paco » Carreno, meurt le 20 février 2015, à l'âge de 49 ans,. En septembre 2015, il est remplacé par Jeannie Ford.
Le chanteur du groupe, Colin Jerwood, meurt d'une courte maladie le 2 juin 2025.

## Thématiques politiques
Le groupe a dès le départ eu un engagement politique très marqué : sa haine de l'Angleterre de Thatcher, des médias, de l'armée et du statu quo général de la fin du 20e siècle.
Les chansons abordent des sujets tels que le Vietnam, les armes nucléaires et le végétarisme. La protection et la libération des animaux utilisés pour des tests en cosmétique ou pour leur fourrure, furent une des principales préoccupations durant toute leur carrière
L'implication politique forte du groupe a souvent provoqué des affrontements avec la police durant leurs concerts.
Leur concert à la Brixton Academy en 1987 s'est même soldée par une émeute importante (l'enregistrement live Turning Rebellion Into Money en témoigne).

## Membres

### Membres actuels
- Colin Jerwood - chant (†)
- Paul Hoddy
- Spike Smith
- Gav King
- Matthew Zilch
- Jeannie Ford
- Andrew Sole

### Anciens membres
- Francisco Carreno - batterie
- Steve Gittins - guitare
- Mandy Spokes - chant
- Kevin Webb - guitare
- Paul Hoddy - basse
- Chris Parish - guitare
- Steve Ignorant - chant
- Ferenc Collins - guitare
- Marshall Penn - guitare
- Jackie Hannah - chant
- Sarah Taylor - chant
- Spike Smith - batterie
- Eva Scragg - chant
- Matthew Zilch - guitare
- Gav King - guitare
- William Faith - guitare

## Discographie

### Albums studio
- 1982 : The House that Man Built
- 1983 : It's Time to See Who's Who
- 1984 : Increase the Pressure
- 1986 : The Ungovernable Force
- 1988 : The Final Conflict
- 1993 : Conclusion
- 2003 : There's no Power Without Control
- 2025 : This much remains

### Albums live
- 1985 : Only Stupid Bastards Help EMI
- 1987 : Turning Rebellion into Money
- 1994 : In the Venue

### Compilation
- 1989 : Standard issue 82-87 (compilation de singles rares et d'inédits)
- 1995 : Standard issue 88-94 (seconde compilation de singles rares et d'inédits)

### EP
- 1982 : Live at Centro Iberico
- 1983 : To a Nation of Animal Lovers
- 1984 : The serenade is Dead
- 1985 : This is Not Enough, Stand Up and Fucking Fight
- 1985 : The Battle Continues
- 1989 : Against All Odds
- 1993 : These Colours Don't Run
- 1994 : It's Time to See Who's Who Now
- 2001 : Now You've Put Your Foot in It
- 2003 : Carlo Giulani